# Valerij Alekseevič Legasov
Valerij Alekseevič Legasov (in russo Валерий Алексеевич Легасов?; Tula, 1º settembre 1936 – Mosca, 26 aprile 1988) è stato un chimico sovietico.
Il suo nome è noto in particolare per essere stato lo scienziato che indagò sul disastro di Černobyl' rivelando particolari scomodi al governo sovietico, che lo costrinse al silenzio. Fu a causa di questo silenzio che esattamente due anni dopo, il 26 aprile 1988, si tolse la vita nel suo appartamento.

## Biografia

### I primi anni, gli studi e la carriera
Legasov nacque il 1º settembre 1936 a Tula in una famiglia di lavoratori civili. Frequentò la scuola media a Kursk. Tra il 1949 e il 1954, frequentò la Scuola No. 56 di Mosca e si diplomò con una medaglia d'oro. La scuola ora porta il suo nome e all'entrata c'è un suo busto di bronzo. Sposò Margarita Mikhailovna ed ebbe una figlia, Inga Legasova.
Nel 1961 si laureò alla facoltà di ingegneria fisico-chimica dell'Istituto di Chimica e Tecnologia Mendeleev di Mosca. Nel 1962 è entrato nella scuola di specializzazione nel dipartimento di fisica molecolare dell'Istituto Kurčatov di Energia Atomica. Conseguì la laurea di kandidat nel 1967 e il dottorato in chimica nel 1972. Dal 1978 al 1983 era professore dell'Istituto di fisica e tecnologia di Mosca.
Dal 1983 alla morte lavorò come capo del dipartimento di radiochimica e tecnologie chimiche della facoltà di chimica dell'Università statale di Mosca. Nel 1983 diventò il primo vice direttore dell'Istituto Kurčatov di Energia Atomica. Già prima del disastro di Černobyl' Legasov era noto per aver evidenziato la necessità di nuovi metodi di sicurezza per impedire grandi catastrofi.

### Il disastro di Černobyl'
All'epoca del disastro di Černobyl' (26 aprile 1986), Legasov era primo vicedirettore dell'Istituto Kurčatov di Energia Atomica. Egli divenne un membro chiave della commissione a cui il governo sovietico diede l'incarico di investigare le cause del disastro e un conseguente piano di mitigazione di quelle conseguenze. Giunto personalmente sull’area del disastro, informò il governo della situazione. Non esitò a parlare chiaramente ai suoi colleghi scienziati e a fare pressione sulle autorità evidenziando i rischi che l'impianto, seppure distrutto, ancora presentava; e quindi a prevedere un piano di evacuazione della popolazione dell'intera città di Pryp"jat', molto prossima alla centrale nucleare.

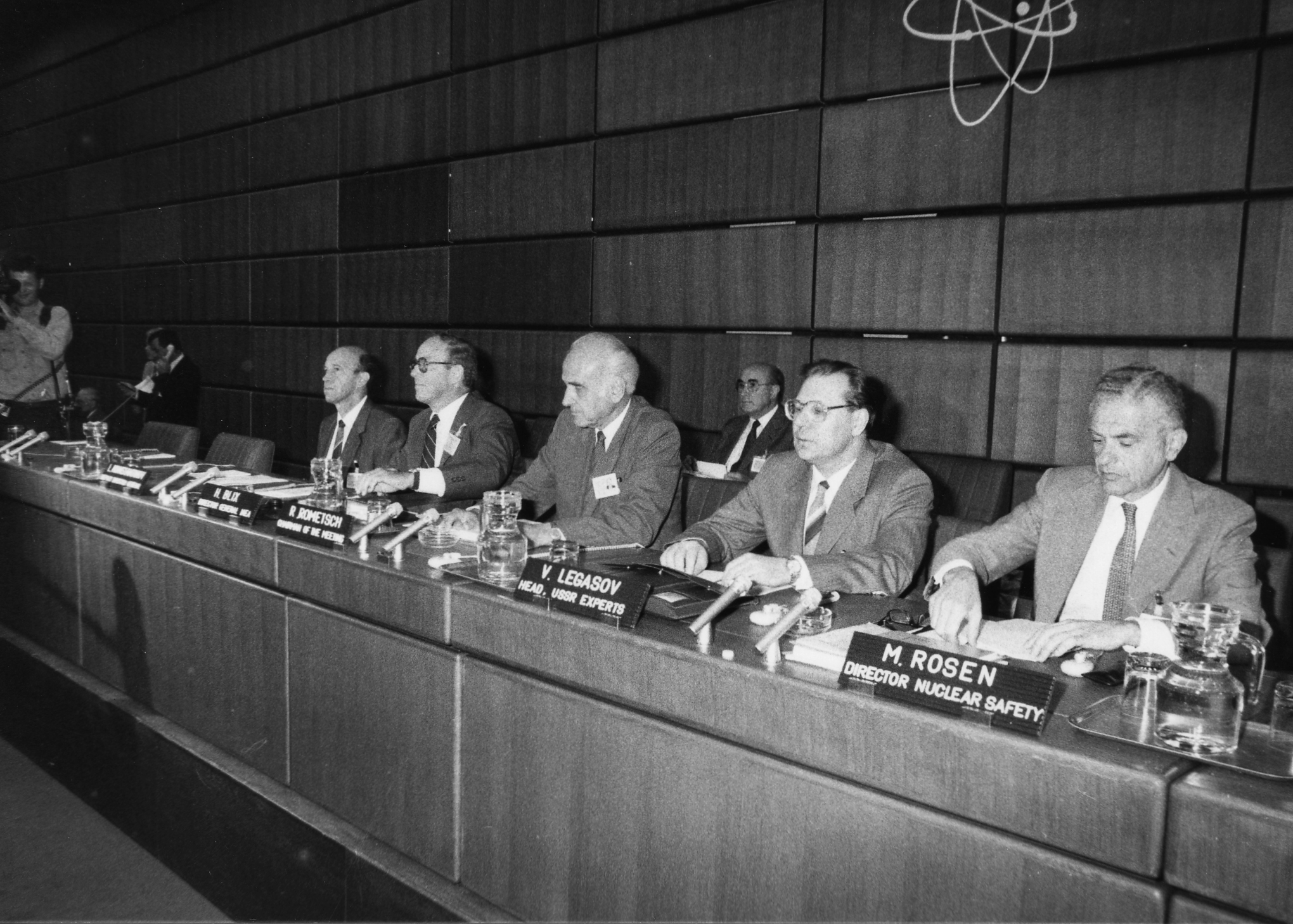
Legasov, secondo da destra, all'Agenzia internazionale per l'energia atomica di Vienna (agosto 1986).

Nell'agosto del 1986 presentò il suo rapporto sull'accaduto al Soviet, che però pensò di rivedere la scrittura originaria di Legasov, addebitando le responsabilità del disastro più all'errore umano che ai difetti di progettazione dell'impianto da parte del governo sovietico. Venne costretto a portare questa relazione corretta di fronte all'Agenzia internazionale per l'energia atomica (AIEA) di Vienna. Non mancò dopo il suo rapporto, di scrivere altri dossier, con tutte le verità tralasciate. Tuttavia, furono pubblicati solo dopo la sua morte per divieto del governo sovietico.

### Il suicidio
Nel giorno successivo al secondo anniversario del disastro, Legasov si suicidò impiccandosi alla ringhiera delle scale della sua abitazione. Prima di uccidersi, egli registrò personalmente alcune cassette audio nelle quali rivelava tutti i fatti relativi alla catastrofe che gli era stato impedito di rivelare. Da un'analisi dei nastri eseguita in occasione della registrazione del film TV della BBC, dal titolo Chernobyl Nuclear Disaster (dove Legasov era interpretato dall'attore Adrian Edmondson), è emerso chiaramente come Legasov avesse subito pesanti censure da parte del governo sovietico, il quale sapeva già ben prima del disastro che la struttura appariva in più punti difettosa. Inoltre, questi suoi ripetuti tentativi di rivelare la verità finirono per nuocere dapprima alla sua carriera e poi alla sua salute, spingendolo a logorarsi nel rimorso di non aver potuto dire ciò che avrebbe potuto evitare altre morti dopo il disastro.
Il suicidio di Legasov ebbe ripercussioni in tutto il mondo del nucleare nell'Unione Sovietica. In particolare, il governo dovette ricredersi su quanto detto e ammise le problematiche strutturali di cui l'impianto di Černobyl' soffriva già prima del disastro del 1986.
Il 20 settembre 1996, in occasione del primo decennale della tragedia, il presidente russo Boris El'cin conferì a Valerij Legasov il titolo di Eroe della Federazione Russa, per il "coraggio ed eroismo" dimostrati nell'investigazione del disastro. Dal 2020 è ricordato con una targa al Giardino dei Giusti di Milano.

## Nella cultura di massa
Legasov è interpretato da Jared Harris nella miniserie Sky/HBO Chernobyl (2019) e da Adrian Edmondson nel docu-drama BBC Surviving Disaster (2006).